# Zurbaran
|  | Aquest article tracta sobre el barri de Bilbao. Si cerqueu el pintor, vegeu «Francisco de Zurbarán». |

Zurbaran és un barri de Bilbao dins el districte d'Uribarri, que forma una unitat amb el barri d'Arabella. Té una superfície de 0,43 hectàrees i una població de 12.850 habitants. Està situat a l'est de les muntanyes Artxanda, i n'és característic un fort pendent. D'ençà dels anys 1950 i 1960 es va començar a construir habitatges i blocs de pisos per a gent nouvinguda.
Des de 2010 hi ha una estació de la línia 3 del metro de Bilbao i també l'euskotren que el porta al Nucli Antic de Bilbao i a Etxebarri.